# Gare de Hovelange
La gare de Hovelange est une gare ferroviaire luxembourgeoise de la ligne de l'Attert, située dans la localité de Hovelange, située sur la commune de Beckerich, dans le canton de Redange.
C'était une gare voyageurs de la Société nationale des chemins de fer luxembourgeois (CFL), avant sa fermeture en 1969.

## Situation ferroviaire
Établie à 302 mètres d'altitude, la gare de Hovelange était située au point kilométrique (PK) 28,3 de la ligne de l'Attert, entre les gares d'Eischen et de Noerdange.

## Histoire
La gare de Hovelange est mise en service par la Société anonyme luxembourgeoise des chemins de fer et minières Prince-Henri, lors de l'ouverture à l'exploitation de la section de Steinfort à Ettelbruck le 20 avril 1880.
La gare est fermée le 5 avril 1969, en même temps que le trafic voyageurs sur la ligne de l'Attert, ainsi que l'exploitation même de la quasi-totalité de la ligne.

## Service des voyageurs
Gare fermée depuis le 5 avril 1969. Le bâtiment voyageurs existe toujours, reconverti en habitation.